# Mandelʹshtam (cráter)

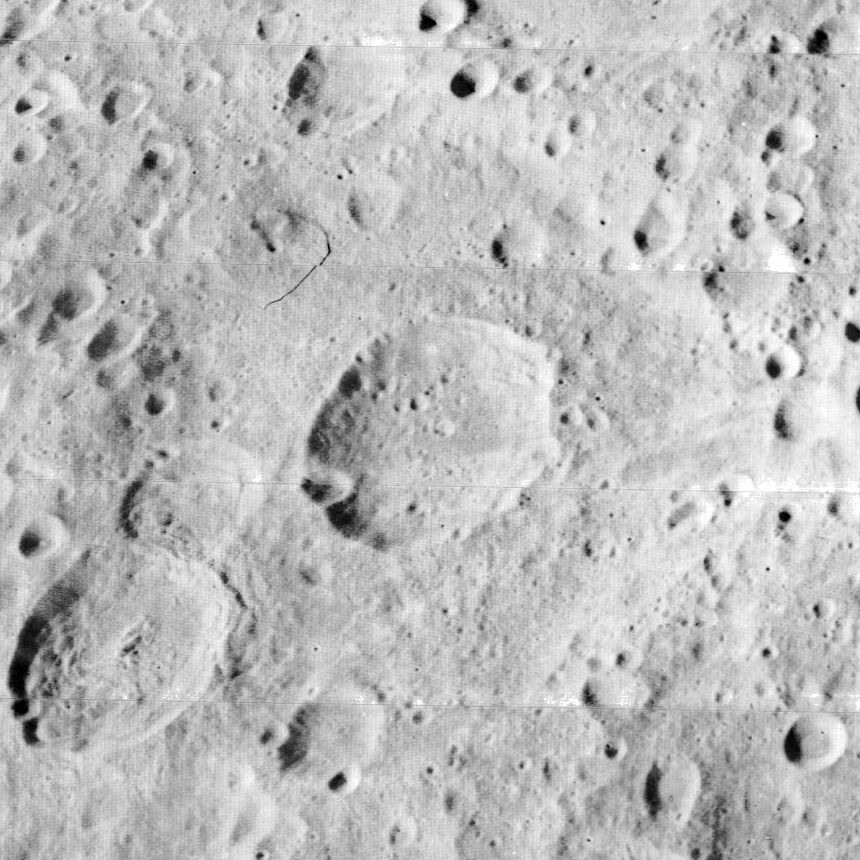
Imagen de la misión Lunar Orbiter 2. Mandelʹshtam A en el centro de Mandelʹshtam, y Mandelʹshtam R (similar en tamaño al A)a la izquierda, parcialmente superpuesto al más pequeño Mandelʹshtam T.

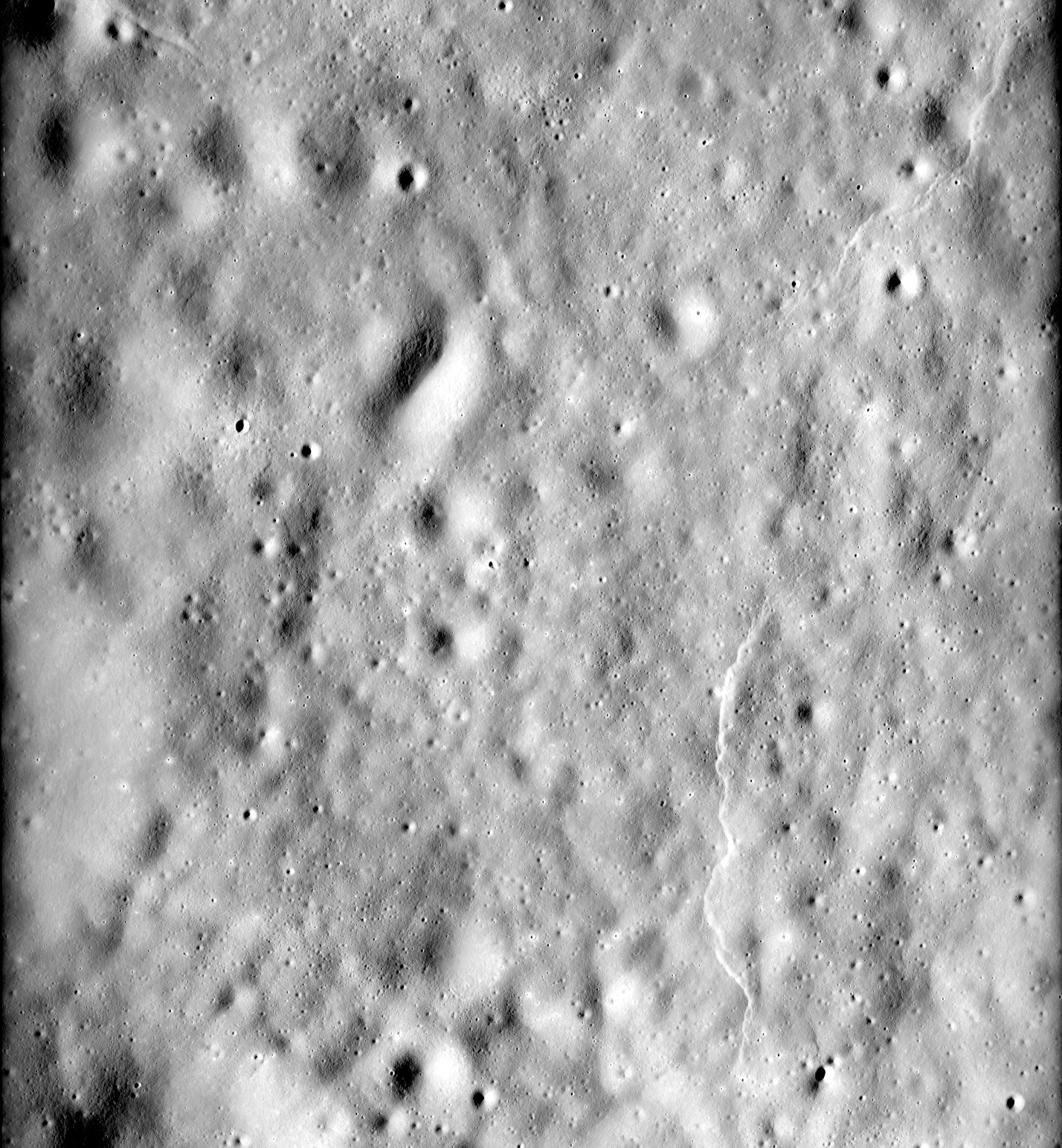
Fotografía de la misión Apolo 16

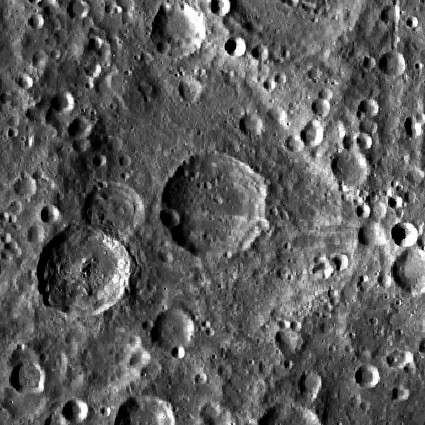
Fotografía de la misión Lunar Reconnaissance Orbiter

Mandelʹshtam es el resto de un gran cráter de impacto perteneciente a la cara oculta de la Luna. Casi unido al borde exterior noreste aparece el cráter Papaleksi. Al sur se encuentra el cráter Vening Meinesz.
|  |

El borde exterior de este cráter ha sido muy castigado por sucesivos impactos hasta casi desaparecer, quedando reducido a una leve e irregular elevación circular. Gran parte del borde está formado por hendiduras, pequeños cráteres y crestas. El cráter satélite Mandelʹshtam R atraviesa el borde del cráter principal hacia el oeste-suroeste, y Mandelʹshtam Y está unido al sector norte del brocal.
El suelo interior del cráter no ha escapado al bombardeo, y la porción central está cubierta por Mandelʹshtam A, un cráter de tamaño considerable. Mandelʹshtam N se localiza en el interior, junto al borde interior suroeste. El suelo del noroeste y en menor grado el suelo del sudeste aparecen relativamente nivelados y han sufrido menos daños por impacto que otras zonas.
El pequeño cráter Mandelʹshtam F al este posee un pequeño sistema de marcas radiales con varios rayos débiles sobre el suelo de Mandelʹshtam.

## Cráteres satélite
Por convención estos elementos son identificados en los mapas lunares poniendo la letra en el lado del punto medio del cráter que está más cercano a Mandelʹshtam.
|              | \| Mandelʹshtam \| Coordenadas \| Diámetro \| \| ------------ \| ---------------------------- \| -------- \| \| A \| 5°42′N 162°24′E / 5.7, 162.4 \| 64 km \| \| F \| 5°12′N 166°12′E / 5.2, 166.2 \| 17 km \| \| G \| 4°30′N 166°24′E / 4.5, 166.4 \| 29 km \| \| N \| 3°18′N 161°36′E / 3.3, 161.6 \| 25 km \| \| Q \| 2°24′N 158°48′E / 2.4, 158.8 \| 20 km \| \| R \| 4°30′N 159°48′E / 4.5, 159.8 \| 57 km \| \| T \| 5°42′N 160°24′E / 5.7, 160.4 \| 37 km \| \| Y \| 9°06′N 161°48′E / 9.1, 161.8 \| 32 km \| |          |
| Mandelʹshtam | Coordenadas | Diámetro |
| A            | 5°42′N 162°24′E / 5.7, 162.4 | 64 km    |
| F            | 5°12′N 166°12′E / 5.2, 166.2 | 17 km    |
| G            | 4°30′N 166°24′E / 4.5, 166.4 | 29 km    |
| N            | 3°18′N 161°36′E / 3.3, 161.6 | 25 km    |
| Q            | 2°24′N 158°48′E / 2.4, 158.8 | 20 km    |
| R            | 4°30′N 159°48′E / 4.5, 159.8 | 57 km    |
| T            | 5°42′N 160°24′E / 5.7, 160.4 | 37 km    |
| Y            | 9°06′N 161°48′E / 9.1, 161.8 | 32 km    |

|  |  |  |  |